# Фис-мол
Фис-мол је молска лествица, чија је тоника тон фис, а као предзнак има три повисилице.

## Варијанте лествице
На слици испод се дају видети редом, природна, хармонска и мелодијска фис-мол лествица:
У хармонском молу седми тон при повишењу прелази из чистог е у еис, а у мелодијском е-молу шести тон бива повишен из чистог де у дис.

## Познатија класична дела у фис-молу
- Концерт за клавир и оркестар, бр. 1, оп. 1, Рахмањинов
- Мађарски плес бр. 5, Брамс
- Опроштајна симфонија, бр. 45, Хајдн
- Соната бр. 24, Бетовен